# Etnonym
Etnonym (Gk. έθνος ethnos, 'stam', + όνομα onoma, 'namn') är namnet på en etnisk grupp, vare sig namnet har getts av en annan grupp (en exonym, t.ex. lappar, zigenare), eller om det är gruppens eget namn för sig själv (en autonym, t.ex. samer, romer).  